# José Tragó y Arana
José Tragó y Arana (Madrid, 25 de setembre de 1856 - Madrid, 3 de gener de 1934) fou un pianista i compositor espanyol.
Va realitzar els seus estudis al Conservatori de Madrid, traslladant-se després a París a fi de perfeccionar la seua tècnica pianística.Hi va guanyar el Gran Premi del Conservatori de París. Hi va ser condeixeble d'Isaac Albéniz, amb qui va mantenir una fructífera relació professional al llarg de la seua carrera, participant en concerts per a dos pianos i en el Trio Arbós. Albéniz li va dedicar el seu Concert Fantàstic per a piano i orquestra op. 78.
Va ser un important concertista, participant en la Societat de Quartets de Madrid junt amb Jesús de Monasterio, Enrique Fernández Arbós, Víctor Mirecki, i molts altres, amb la qual va realitzar gires per Espanya i Portugal.
Catedràtic de piano del Conservatori de Madrid des de 1886, forma junt a Jesús de Monasterio (música de cambra), Felip Pedrell (composició) i Víctor Mirecki (violoncel) el nucli de renovació de la didàctica musical a l'escola musical madrilenya i junt amb Pedrell, participa en els orígens del nacionalisme musical espanyol. Entre els seus deixebles cal destacar Joaquín Turina, Javier Alfonso, Manuel de Falla, Enric Granados, José Barranco Borch, Maria Rodrigo, Enrique Aroca Aguado, Facundo de la Viña i molts altres.
Va ser condecorat amb l'Orde d'Isabel la Catòlica i és elegit acadèmic de número la de Reial Acadèmia de Belles Arts de Sant Ferran de Madrid.
La seua tasca com a compositor es va centrar fonamentalment en el seu instrument. La seua obra més famosa és la col·lecció d'estudis Escuela de Piano.